# St. Maria Magdalena (Langenhain)

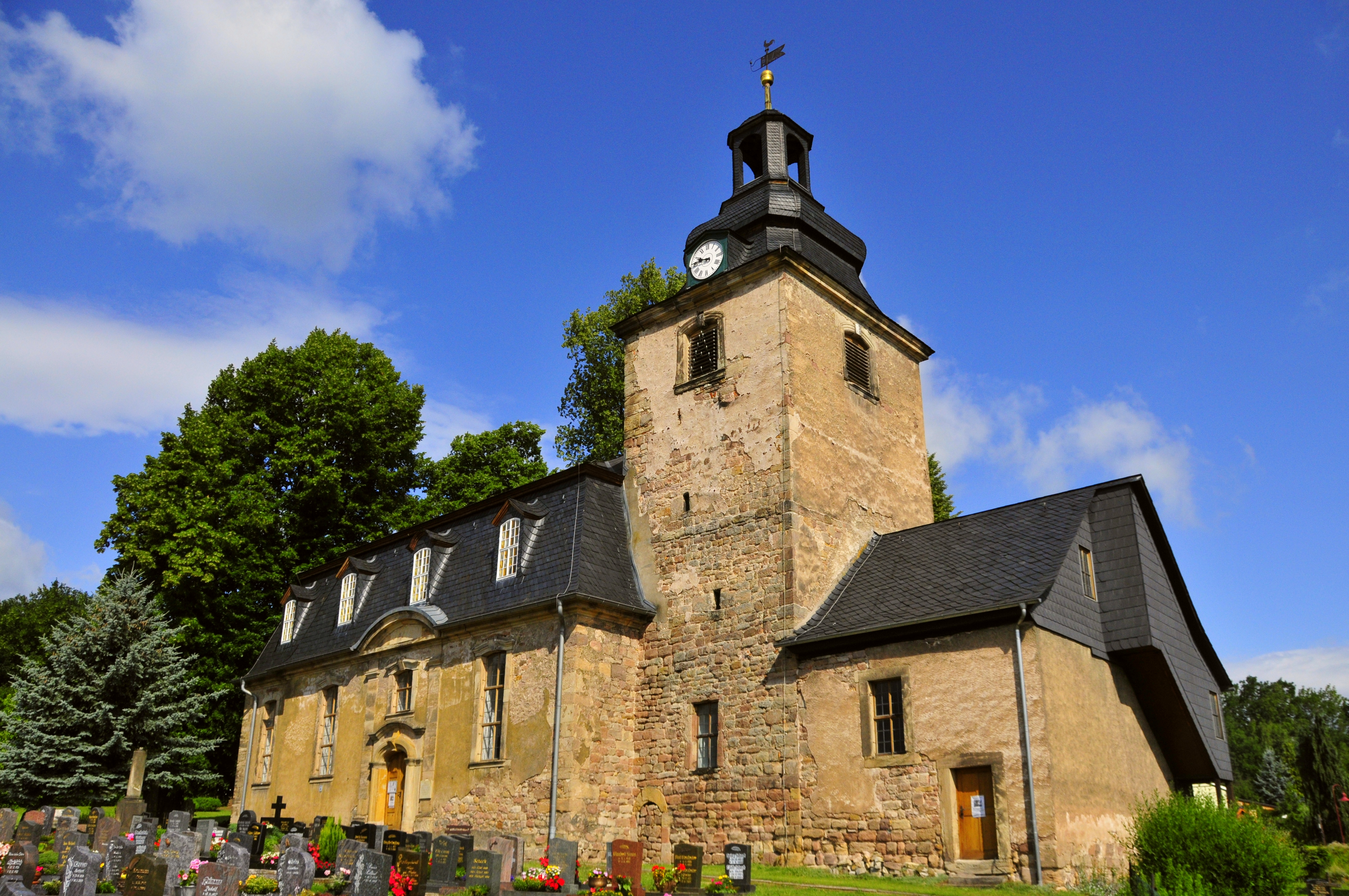
Evangelische Kirche St. Maria Magdalena in Langenhain

Die evangelische Kirche St. Maria Magdalena steht in Langenhain, einem Ortsteil von Waltershausen im Landkreis Gotha in Thüringen.

## Geschichte
Die Dorfkirche St. Maria-Magdalena, die auf einem Hügel über dem Dorf thront, geht auf einen Vorgängerbau das 11. Jahrhundert zurück, eine dendrochronologische Untersuchung eines Balkens im Erdgeschoss des Turms ergab ein vermutliches Fälldatum von 1093. Die im Kern hochmittelalterliche Kirche scheint als Wehrkirche konzipiert zu sein: Gräben und Mauern sind in Resten noch vorhanden. Sie ist die älteste Kirche Waltershausens. 1286 war das Gotteshaus in den Besitz des Katharinenklosters in Eisenach gekommen und erhielt vermutlich um 1300 die Fresken mit Darstellungen des Marienzyklus, die zu den wertvollsten im Gothaer Land gezählt werden. In dieser Zeit wurde die ursprünglich runde Apsis zu der heutigen sechs mal sieben Meter großen rechteckigen umgebaut. Nach den Nöten und Wirren des Siebenjährigen Krieges fand 1763–1766 der barocke Neubau nach Plänen des Landesbaumeisters Johann David Weidner statt. Der Turm erhielt einen neuen Glockenstuhl und eine neue Turmhaube. 1769 erhielt die Kirche eine wertvolle neue Orgel des Orgelbauers Carl Christian Hoffmann aus Ostheim und des Hofbildhauers Ungewitter. Im Ostteil der Kirche konnten Reste von Wandmalereien aus dem 15. Jahrhundert gesichert werden. Wegen starken Befalls durch Hausschwamm seit Anfang der 1970er Jahre wurde 1987 der Abriss der Kirche beschlossen. Durch tatkräftigen Einsatz der Bürger und großzügige Spenden von Freunden der Gemeinde und der Kirchgemeinde konnte die Kirche gerettet werden: Im Sommer 1982 erhielt sie ein neues Walmdach, das schwammbefallene Kirchengestühl wurde entfernt. In den 1990er Jahren wurden das Dach neu verschiefert und bleiverglaste Fenster eingesetzt. Ab 1993 konnten die wertvollen Wandfresken notgesichert werden. 2003 wurde die Kirche erstmals wieder für Interessierte geöffnet und 2006 wieder eingeweiht.
Neben dem Kircheneingang ist eine Dankestafel angebracht, die an Lieselotte Jacobi erinnert. Jacobi, ehemalige Dozentin an der FU Berlin, hatte wegen ihrer verwandtschaftlichen Verbundenheit mit Langenhain im Jahre 1994 der Kirchgemeinde 120.000 DM gestiftet, womit Portale, Türen und die Emporenfenster restauriert, die Kirchenschifffenster erneuert und vieles andere in der Kirche restauriert werden konnte.

## Orgel
Das Orgelgehäuse stammt von Carl Christian Hoffmann aus dem Jahr 1769. Die historische Substanz der Orgel ging jedoch im Laufe der Zeit verloren, so dass Orgelbau Kutter 2020 einen rekonstruierenden und restaurierenden Neubau und Umbau vornahm. Dabei wurden Balganlage, Spielschrank, Pedalklaviatur und das komplette Pfeifenwerk neugebaut und die Schleierbretter rekonstruiert. Die Orgel hat aktuell 12 Register, verteilt auf ein Manual und Pedal, das zweite Manual ist aktuell noch vakant. Die Register- und Tontraktur ist mechanisch. Die Disposition lautet wie folgt:
| I Hauptwerk C–d3 |       |
| Bordun           | 16′   |
| Principal        | 8′    |
| Viola di Gamba   | 8′    |
| Grobgedackt      | 8′    |
| Octave           | 4′    |
| Spielflöte       | 4′    |
| Quinta           | 2 ⁄3′ |
| Oktave           | 2′    |
| Mixtur III       | 1′    |

| II Oberwerk C–d3 |
| [ Anm. 1 ]       |

| Pedalwerk C–d1 |     |
| Subbaß         | 16′ |
| Pommer         | 8′  |
| Trombone       | 8′  |

- Koppeln: I/P

Anmerkungen
1. ↑  Vacant, Rekonstruktion noch nicht erfolgt